# St. Pauli (métro de Hambourg)
St. Pauli (en allemand : U-Bahnhof St. Pauli) est une station de la ligne U3 du métro de Hambourg. Elle se situe sous la Millerntorplatz, à l'est de la Reeperbahn, à la frontière entre les quartiers de St. Pauli et Neustadt. Cet arrêt est particulièrement important pour le trafic d'arrivée et de départ lors des manifestations au stade Millerntor et au Heiligengeistfeld (Hamburger Dom).

## Situation sur le réseau

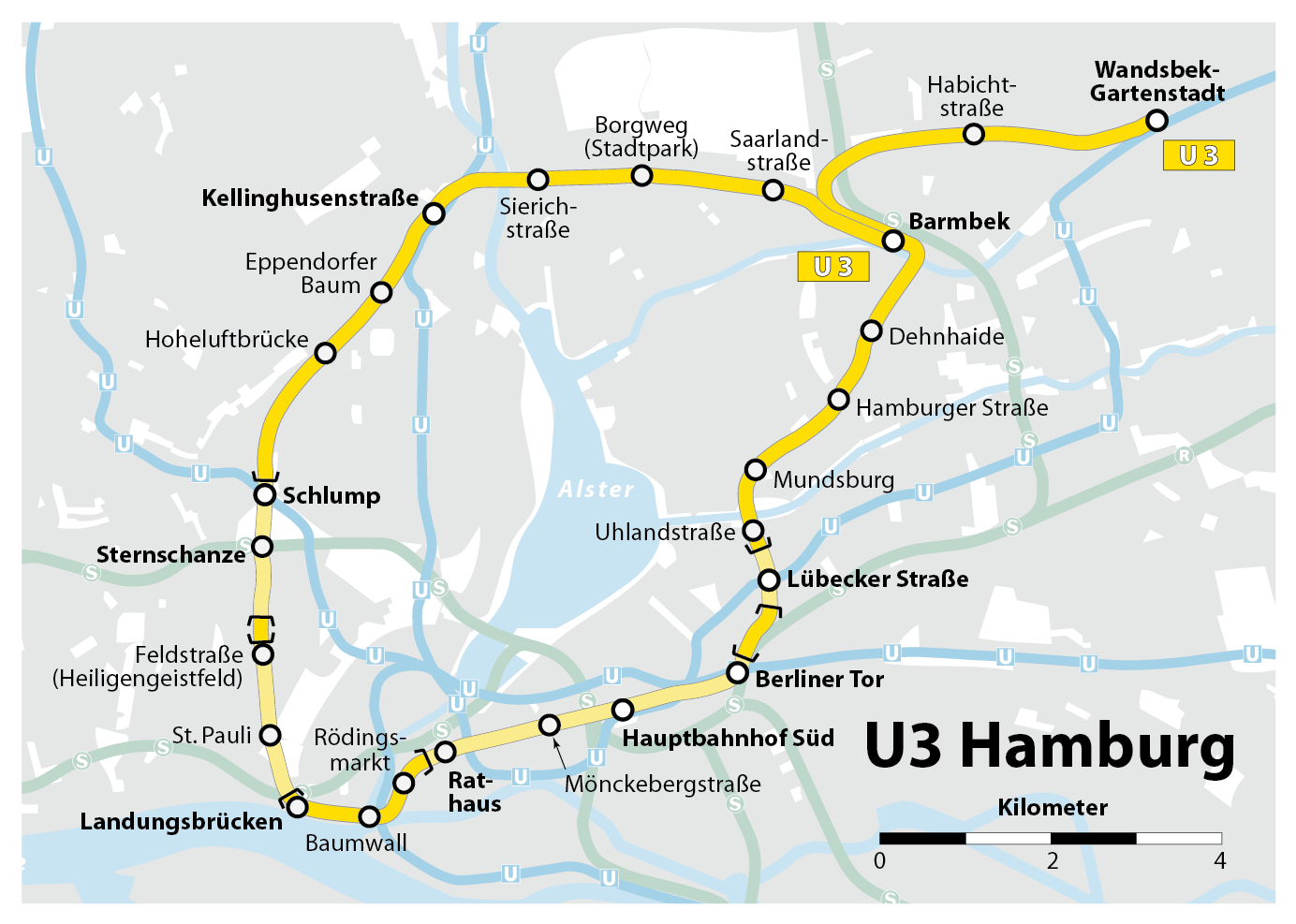
Plan de la Ligne U3 du métro de Hambourg.

## Histoire
La station est planifiée et construite à partir de 1910 par l'architecte berlinois Emil Schaudt. Elle est ouverte le 25 mai 1912 sous le nom de station Millerntor et fonctionne comme terminus pendant un bon mois, jusqu'à ce que le Hochbahn-Ring soit pleinement opérationnel le 29 juin 1912. Il dispose également d’un système de balayage à voie unique au nord de la plate-forme. La première rénovation a lieu en 1926-1927, lorsque la plate-forme est agrandie de 67 mètres à 90 m de long. Cette transformation est très complexe, car le système d'aiguillage du rail de balayage situé au nord de la plate-forme doit être légèrement déplacé vers le nord et certains supports de plafond doivent être déplacés. Depuis lors, des trains à 6 voitures peuvent également être utilisés à la place des trains à 4 voitures. En 1935, la station est rebaptisée St. Pauli, car le nom du quartier est bien plus connu au-delà de Hambourg.
Pendant la Seconde Guerre mondiale, la circulation ferroviaire est souvent interrompue, de sorte que les opérations sont ici calmes. La plus longue et dernière interruption opérationnelle se déroule de mars à septembre 1945. La raison en est 16 percées de plafond sous le seul Heiligengeistfeld. Une fois les décombres dégagés, les trains peuvent circuler à nouveau, mais uniquement vers St. Pauli. Ce n'est que le 11 mars 1946 que la liaison par embarcadères jusqu'à la gare principale est remise en service.
Dans les années 1960, le système d'accès est complété par des distributeurs de billets ; le système de barrières est complètement supprimé. Une vaste rénovation a lieu en 1979. L'ancienne entrée située à l'extrémité sud est entièrement repensée (la salle de vente des billets du bureau du conducteur est réaménagée et les différents distributeurs de billets à prix unique sont supprimés) et un escalier roulant (vers le haut) est installé à cet endroit, le hall des quais est rénové et les carrelages muraux sont remplacés.
En 1999, la gare est reconstruite à nouveau et reçoit une deuxième sortie à l'extrémité nord du quai en direction de Glacischaussee/Heiligengeistfeld. En outre, la « cabine », inutilisée, sur le quai avec les installations de manutention et le poste de signalisation pour la voie de balayage, est supprimée, et le kiosque de vente sur le quai est agrandi et repensé. Les murs derrière les voies étaient recouverts de panneaux de tôle. Lors de la rénovation, un mur carrelé original de 1912 est découvert dans le vestibule, qui est rénové et conservé. L'ancienne entrée sud a un toit voûté de protection contre les intempéries en métal et en verre et un ascenseur.

## Services aux voyageurs

### Intermodalité
Il existe une connexion avec plusieurs lignes de bus à la station de métro St. Pauli.